# Campeonato Mundial de Natación de 1973

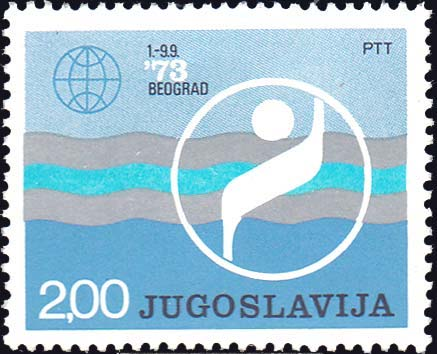
Sello yugoslavo dedicado al Campeonato Mundial de Natación de 1973.

El I Campeonato Mundial de Natación se celebró en Belgrado (Yugoslavia) entre el 31 de agosto y el 9 de septiembre de 1973. Fue organizado por la Federación Internacional de Natación (FINA) y la Federación Yugoslava de Natación. Participaron un total de 686 atletas representantes de 47 federaciones nacionales.
Se realizaron competiciones de natación, natación sincronizada, saltos y waterpolo. Las competiciones se disputaron en las Piscinas Tašmajdan de la capital yugoslava.

## Resultados de natación

### Masculino
| Evento                   | Oro                                                                                   | Plata                                                                        | Bronce                                                                                 |
| ------------------------ | ------------------------------------------------------------------------------------- | ---------------------------------------------------------------------------- | -------------------------------------------------------------------------------------- |
| 100 m libre              | Jim Montgomery Estados Unidos 51,70                                                   | Michel Rousseau Francia 52,08                                                | Michael Wenden Australia 52,52                                                         |
| 200 m libre              | Jim Montgomery Estados Unidos 1:53,02                                                 | Kurt Krumpholz Estados Unidos 1:53,61                                        | Roger Pyttel RDA 1:53,97                                                               |
| 400 m libre              | Rick DeMont Estados Unidos 3:58,18 (RM)                                               | Brad Cooper Australia 3:58,70                                                | Bengt Gingsjö · Suecia · 4:01,27                                                       |
| 1500 m libre             | Stephen Holland Australia 15:31,85 (RM)                                               | Rick DeMont Estados Unidos 15:35,44                                          | Brad Cooper Australia 15:45,04                                                         |
| 100 m espalda            | Roland Matthes RDA 57,47                                                              | Michael Stamm Estados Unidos 58,77                                           | Lutz Wanja RDA 59,08                                                                   |
| 200 m espalda            | Roland Matthes RDA 2:01,87                                                            | Zoltán Verrasztó · Hungría · 2:05,89                                         | John Naber Estados Unidos 2:08,91                                                      |
| 100 m braza              | John Hencken Estados Unidos 1:04,02 (RM)                                              | Mijaíl Kriukin URSS 1:04,61                                                  | Nobutaka Taguchi Japón 1:05,61                                                         |
| 200 m braza              | David Wilkie Reino Unido 2:19,28 (RM)                                                 | John Hencken Estados Unidos 2:19,95                                          | Nobutaka Taguchi Japón 2:23,11                                                         |
| 100 m mariposa           | Bruce Robertson · Canadá · 55,69                                                      | Joseph Bottom Estados Unidos 56,37                                           | Robin Backhaus Estados Unidos 56,42                                                    |
| 200 m mariposa           | Robin Backhaus Estados Unidos 2:03,32                                                 | Steven Gregg Estados Unidos 2:03,58                                          | Hartmut Flöckner RDA 2:03,84                                                           |
| 200 m cuatro estilos     | Gunnar Larsson · Suecia · 2:08,36                                                     | Stanley Carper Estados Unidos 2:08,43                                        | David Wilkie Reino Unido 2:08,84                                                       |
| 400 m cuatro estilos     | András Hargitay · Hungría · 4:31,11                                                   | Rodney Strachan Estados Unidos 4:33,60                                       | Richard Colella Estados Unidos 4:34,68                                                 |
| 4 × 100 m libre          | Estados Unidos Melvin Nash Joe Bottom Jim Montgomery John Murphy 3:27,18              | URSS Igor Grivennikov Viktor Aboimov Vladimir Krivtsov Vladimir Bure 3:31,36 | RDA Roland Matthes Roger Pyttel Peter Bruch Hartmut Flöckner 3:33,33                   |
| 4 × 200 m libre          | Estados Unidos Kurt Krumholz Robin Backhaus Richard Klatt Jim Montgomery 7:33,22 (RM) | Australia John Kulasalu Stephen Badger Brad Cooper Michael Wenden 7:43,65    | RFA Klaus Steinbach Werner Lampe Peter Nocke Folkert Meeuw 7:43,68                     |
| 4 × 100 m cuatro estilos | Estados Unidos Michael Stamm John Hencken Joe Bottom Jim Montgomery 3:49,49           | RDA Roland Matthes Jürgen Glas Hartmut Flöckner Roger Pyttel 3:53,24         | Canadá · Ian McKenzie · Peter Hrdlitschka · Bruce Robertson · Brian Phillips · 3:56,37 |

- RM – Récord mundial.

### Femenino
| Evento                   | Oro                                                                          | Plata                                                                                       | Bronce                                                                      |
| ------------------------ | ---------------------------------------------------------------------------- | ------------------------------------------------------------------------------------------- | --------------------------------------------------------------------------- |
| 100 m libre              | Kornelia Ender RDA 57,54 (RM)                                                | Shirley Babashoff Estados Unidos 58,87                                                      | Enith Brigitha · Países Bajos · 58,87                                       |
| 200 m libre              | Keena Rothammer Estados Unidos 2:04,99                                       | Shirley Babashoff Estados Unidos 2:05,33                                                    | Andrea Eife RDA 2:05,52                                                     |
| 400 m libre              | Heather Greenwood Estados Unidos 4:20,28                                     | Keena Rothammer Estados Unidos 4:21,50                                                      | Novella Calligaris · Italia · 4:21,79                                       |
| 800 m libre              | Novella Calligaris · Italia · 8:52,97 (RM)                                   | Joan Harshbarger Estados Unidos 8:55,56                                                     | Gudrun Wegner RDA 9:01,82                                                   |
| 100 m espalda            | Ulrike Richter RDA 1:05,42                                                   | Melissa Belote Estados Unidos 1:06,11                                                       | Gwendolyn Cook · Canadá · 1:06,27                                           |
| 200 m espalda            | Melissa Belote Estados Unidos 2:20,52                                        | Enith Brigitha · Países Bajos · 2:22,15                                                     | Andrea Gyamarti · Hungría · 2:22,48                                         |
| 100 m braza              | Renate Vogel RDA 1:13,74                                                     | Liubov Rusanova URSS 1:15,42                                                                | Brigette Schuchardt RDA 1:15,82                                             |
| 200 m braza              | Renate Vogel RDA 2:40,01                                                     | Hannelore Anke RDA 2:40,49                                                                  | Lynn Colella Estados Unidos 2:41,71                                         |
| 100 m mariposa           | Kornelia Ender RDA 1:02,53                                                   | Rosemarie Kother RDA 1:02,68                                                                | Mayumi Aoki Japón 1:03,73                                                   |
| 200 m mariposa           | Rosemarie Kother RDA 2:13,76                                                 | Rosewitha Beier RDA 2:16,77                                                                 | Lyn Colella Estados Unidos 2:19,53                                          |
| 200 m cuatro estilos     | Andrea Hubner RDA 2:20,51                                                    | Kornelia Ender RDA 2:21,21                                                                  | Katherine Heddy Estados Unidos 2:23,84                                      |
| 400 m cuatro estilos     | Gudrun Wegner RDA 4:57,51 (RM)                                               | Angela Franke RDA 5:00,37                                                                   | Novella Calligaris · Italia · 5:02,02                                       |
| 4 × 100 m libre          | RDA Kornelia Ender Andrea Eife Andrea Hübner Sylvia Eichner 3:52,45 (RM)     | Estados Unidos Kimberley Peyton Katherine Heddy Heather Greenwood Shirley Babashoff 3:55,52 | RFA Jutta Weber Heidemarie Reineck Gudrun Beckmann Angela Steinbach 3:58,88 |
| 4 × 100 m cuatro estilos | RDA Ulrike Richter Renate Vogel Rosemarie Kother Kornelia Ender 4:16,84 (RM) | Estados Unidos Melissa Belote Marcia Morey Deena Dearduff Shirley Babashoff 4:25,80         | RFA Angelike Greiser Petra Nows Gudrun Beckmann Jutta Weber 4:26,57         |

- RM – Récord mundial.

### Medallero
| Núm. | País           | Oro | Plata | Bronce | Total |
| ---- | -------------- | --- | ----- | ------ | ----- |
| 1    | RDA            | 12  | 6     | 7      | 25    |
| 2    | Estados Unidos | 11  | 15    | 6      | 32    |
| 3    | Australia      | 1   | 2     | 2      | 5     |
| 4    | Hungría        | 1   | 1     | 1      | 3     |
| 5    | Italia         | 1   | 0     | 2      | 3     |
| 5    | Canadá         | 1   | 0     | 2      | 3     |
| 7    | Reino Unido    | 1   | 0     | 1      | 2     |
| 7    | Suecia         | 1   | 0     | 1      | 2     |
| 9    | URSS           | 0   | 3     | 0      | 3     |
| 10   | Países Bajos   | 0   | 1     | 1      | 2     |
| 11   | Francia        | 0   | 1     | 0      | 1     |
| 12   | RFA            | 0   | 0     | 3      | 3     |
| 12   | Japón          | 0   | 0     | 3      | 3     |
|      | TOTAL          | 29  | 29    | 29     | 87    |

## Resultados de saltos

### Masculino
| Evento          | Oro                                     | Plata                                | Bronce                                   |
| --------------- | --------------------------------------- | ------------------------------------ | ---------------------------------------- |
| Trampolín 3 m   | Philip Boggs Estados Unidos 618,57 pts. | Klaus Dibiasi · Italia · 615,18 pts. | Keith Russell Estados Unidos 579,48 pts. |
| Plataforma 10 m | Klaus Dibiasi · Italia · 559,53         | Keith Russell Estados Unidos 523,74  | Falk Hoffmann RDA 492,15                 |

### Femenino
| Evento          | Oro                            | Plata                                 | Bronce                     |
| --------------- | ------------------------------ | ------------------------------------- | -------------------------- |
| Trampolín 3 m   | Christina Köhler RDA 442,17    | Ulrika Knape · Suecia · 434,19        | Marina Janicke RDA 426,33  |
| Plataforma 10 m | Ulrika Knape · Suecia · 406,77 | Milena Duchková Checoslovaquia 387,18 | Irina Kalinina URSS 381,42 |

### Medallero
| Núm. | País           | Oro | Plata | Bronce | Total |
| ---- | -------------- | --- | ----- | ------ | ----- |
| 1    | Estados Unidos | 1   | 1     | 1      | 3     |
| 2    | Italia         | 1   | 1     | 0      | 2     |
| 2    | Suecia         | 1   | 1     | 0      | 2     |
| 4    | RDA            | 1   | 0     | 2      | 3     |
| 5    | Checoslovaquia | 0   | 1     | 0      | 1     |
| 6    | URSS           | 0   | 0     | 1      | 1     |
|      | TOTAL          | 4   | 4     | 4      | 12    |

## Resultados de natación sincronizada
| Evento | Oro | Plata | Bronce                                                                    |
| ------ | --- | --- | ------------------------------------------------------------------------- |
| Solo   | Teresa Andersen Estados Unidos 120,460 pts.                                                                                            | Jojo Carrier · Canadá · 112,534 pts. | Junko Hasumi Japón 104,830 pts.                                           |
| Dúo    | Teresa Andersen Gail Johnson Estados Unidos 118,391                                                                                    | Jojo Carrier · Mado Ramsay · Canadá · 112,917 | Masako Fujiwara Yasuko Fujiwara Japón 109,702                             |
| Equipo | Teresa Andersen Susan Barros Robin Curren Jackie Douglas Gail Johnson Dana Moore Amanda Norrish Suzanne Randell Estados Unidos 117,617 | Michelle Calkins · Frances Hambrook · Deborah Humphrey · Lorraine Nicholl · Gail Page · Carol Stuart · Susan Thomas · Laura Wilkin · Canadá · 112,918 | Masako Fujiwara Yasuko Fujiwara Junko Hasumi Yasuko Unezaki Japón 107,311 |

### Medallero
| Núm. | País           | Oro | Plata | Bronce | Total |
| ---- | -------------- | --- | ----- | ------ | ----- |
| 1    | Estados Unidos | 3   | 0     | 0      | 3     |
| 2    | Canadá         | 0   | 3     | 0      | 3     |
| 3    | Japón          | 0   | 0     | 3      | 3     |
|      | TOTAL          | 3   | 3     | 3      | 9     |

## Resultados de waterpolo
- Resultados del torneo masculino

| Evento    | Oro       | Plata | Bronce     |
| --------- | --------- | ----- | ---------- |
| Masculino | Hungría · | URSS  | Yugoslavia |

## Medallero total
| Núm. | País           | Oro | Plata | Bronce | Total |
| ---- | -------------- | --- | ----- | ------ | ----- |
| 1    | Estados Unidos | 15  | 16    | 7      | 38    |
| 2    | RDA            | 13  | 6     | 9      | 28    |
| 3    | Italia         | 2   | 1     | 2      | 5     |
| 4    | Hungría        | 2   | 1     | 1      | 4     |
| 4    | Suecia         | 2   | 1     | 1      | 4     |
| 6    | Canadá         | 1   | 3     | 2      | 6     |
| 7    | Australia      | 1   | 2     | 2      | 5     |
| 8    | Reino Unido    | 1   | 0     | 1      | 2     |
| 9    | URSS           | 0   | 4     | 1      | 5     |
| 10   | Países Bajos   | 0   | 1     | 1      | 2     |
| 11   | Francia        | 0   | 1     | 0      | 1     |
| 11   | Checoslovaquia | 0   | 1     | 0      | 1     |
| 13   | Japón          | 0   | 0     | 6      | 6     |
| 14   | RFA            | 0   | 0     | 3      | 3     |
| 15   | Yugoslavia     | 0   | 0     | 1      | 1     |
|      | TOTAL          | 37  | 37    | 37     | 111   |